# 生理心理学
生理心理学（せいりしんりがく、英語：physiological psychology、psychophysiology）は、人間の生理学的な活動と心理学的な現象との関連を科学的に解明する心理学の一分野。
そのため、心理学と生理学の間にある学問であると言える。
例えば、スリリングな体験をすると手に汗を握る、と言った情動を伴う生理的な変化を測定し、こうした変化から心と身体の関連を調べる事を主とし、反射、心電図、脳波・事象関連電位、脳磁図、体温、皮膚電位、筋電図、脳内血流計測などの様々な生理学的指標を測定する。